# Epidapus longicubitalis
Epidapus longicubitalis är en tvåvingeart som beskrevs av Werner Mohrig 1996. Epidapus longicubitalis ingår i släktet Epidapus och familjen sorgmyggor. Inga underarter finns listade i Catalogue of Life.